# Leptotarsus montanus
Leptotarsus montanus är en tvåvingeart som först beskrevs av Frederick Wollaston Hutton 1900.  Leptotarsus montanus ingår i släktet Leptotarsus och familjen storharkrankar. Inga underarter finns listade i Catalogue of Life.